# 九二式重装甲车
九二式重装甲車是日本陸軍開發的第一個小坦克。該坦克由石川島自動車制作所（即現在的五十鈴）設計與開發，於皇纪2592年（1932年）正式装备部队，因此得名。

## 開發
日本陸軍從第一次世界大戰了解坦克的威力後。在一戰結束時日本訂購了MK.LV坦克和雷諾FT17以作研究。並於1925年設立「坦克隊」。
坦克的出現使參謀本部決定廢除騎兵，在宇垣裁軍中，6000匹戰馬退役。一些騎兵軍官為了騎兵師的生存。決定推行騎兵機械化。之後騎兵部隊訂購維克斯·克羅斯萊裝甲車、卡登·洛伊德超輕型戰車、兩棲裝備。經過測試後認為卡登-洛伊德最合適 。
1930年，之前訂購的車參加在千葉舉行的騎兵特種演習，因出色的機動性使騎兵部隊總部決定重新生產騎兵的裝甲車。考慮之後會在中國大陸和西伯利亞的崎嶇地形戰鬥，1931年，軍需理事會採用履帶式輕坦克 。之後陸軍技術部在騎兵部隊要求下，開始研發國產履帶式裝甲車。由石川島汽車製造所負責開發。原型車於1932年完成。
因坦克裝備歸步兵管，所以騎兵部隊堅持稱新車為「裝甲車」由於騎兵裝備的車和裝甲車相比，新車堪稱「重型」。最終陸軍為避免騎兵部隊為與步兵部隊發生衝突，於是給新車命名為「九二式重裝甲車」。

## 簡介
九二式重裝甲車的主武器為九二式車載十三毫米機槍， 副武器為配備在砲塔的九一式車載輕機槍（為大正十一年式輕機槍的改版）。該車長3.94米、1.63米、1.87米。因為是騎兵部隊開發的車輛，強調機動性，裝甲厚度被限制在6毫米。戰鬥全重為3.5噸。時速40公里每小時。 最大行程200公里。九二式的引擎為購自美國富蘭克林公司的直列六缸風冷汽油引擎（67馬力）。後來石川島自動車製造所許生產該發動機，名稱為「墨田C6」，之後九二式開始配備該引擎。

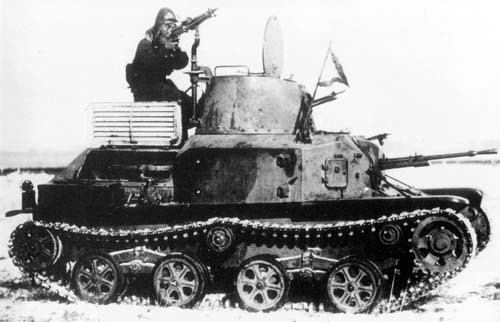
後期型的九二式

初期型4對負重輪，3對托帶輪；中期型為6對，3對托帶輪，後期型為4對負重輪，2對托帶輪。
九二重型裝甲車於1932年製式化，到1939年為止，共生產了167輛。

## 使用國家

### 大日本帝国
主要為關東軍和朝鮮軍配備。

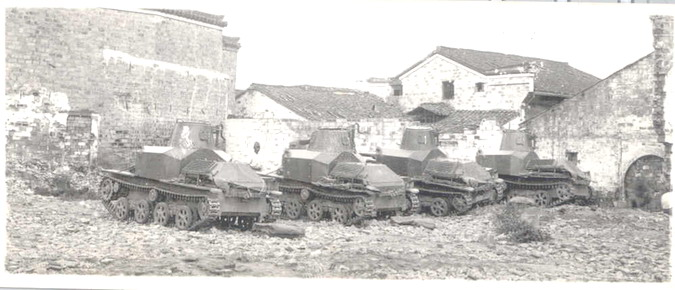
第15師團的九二式重裝甲車

1932年，為討伐馬佔山，由7輛九二式組成的機動車輛部隊被暫時編入騎兵第1旅。同年，騎兵第四旅組建了類似的機動車輛部隊，隨後派往滿洲北部。
1933年2月，關東軍參與長城戰役。由於該地區沒有鐵路網，日軍對應徵入伍的車輛抱有高期望。由5輛八九式中戰車和2輛九二式組成小組。隨著戰鬥變成長途山地追擊，八九式逐漸落後。但騎兵第四旅機動車輛隊的九二式無法跟上卡車。被拋在後面。